# دامو
دامو كان إلهًا لبلاد ما بين النهرين. في حين كان يُنظر إليه في الأصل على أنه إله يحتضر مرتبطًا بالنباتات، على غرار دوموزي أو نينجيشزيدا، إلا أنه اكتسب مع مرور الوقت سمات إله الشفاء. كان يعتبر ابنًا لإلهة الطب نينيسينا، أو ما يعادلها مثل جولا أو نينكاراك. من غير الواضح أي مدينة كانت مرتبطة به في الأصل، ولكن من الأفضل أن يتم توثيقه من خلال ارتباطه بمركز عبادة والدته، إيسين.
دامو هو أيضًا عنصر ثيوفوري في العديد من الأسماء الشخصية من إيبلا. وقد اقترح أنه في هذا السياق ينبغي فهم المصطلح على أنه مجموعة قرابة مؤلهة وليس إلهًا، ويُفترض أنه غير مرتبط بالإله الرافديني.

## شخصية
من المفترض أن دامو كان يُنظر إليه في الأصل على أنه إله يحتضر. وبهذه الصفة، ربما كان مرتبطًا بالأشجار. من المرجح أنه تم تصوره كطفل، وربما رضيع، على النقيض من الآلهة المحتضرة الأخرى التي تم وصفها بدلاً من ذلك على أنها شباب، وغالبًا ما يشار إليها بمصطلح g̃uruš، والذي يُترجم تقليديًا إلى "فتى". تشير دينا كاتز إلى أن ارتفاع معدلات وفيات الرضع في العصور القديمة أثر على التقاليد المتعلقة به، وأن الأمثلة النادرة للمقاطع التي تشير إليه باسم غوروش قد تكون نتيجة لخلط العديد من الآلهة المتشابهة.
منذ العصر البابلي القديم فصاعدًا، كان دامو معروفًا بشكل أساسي باعتباره إلهًا للشفاء. هذا الجانب من شخصيته غائب عن النصوص المتعلقة بوفاته، وهو ما قد يشير، وفقًا لكاتز، إلى أن شخصيته قد تغيرت في مرحلة ما، ربما في العصر البابلي القديم. تقترح أن التغيير ربما كان قد تم تسهيله بفقدان مركز عبادته الأصلي ونقل رجال الدين إلى إيسين، حيث تم دمجه في دائرة إلهة المدينة نينيسينا واكتسب سمات مماثلة نتيجة لذلك؛ تفترض أن المراثي التي تربط دامو المحتضر بإلهة الطب تم تأليفها في وقت لاحق. بدلاً من ذلك، تقترح إيرين سيبينج-بلانثولت أن دامو تطور في الأصل جنبًا إلى جنب مع غونورا كإله مستقل يجسد الشفاء، وفي فترات لاحقة لعب دورًا مكملًا للدور الذي تلعبه الآلهة المرتبطة بهذا المجال من النشاط، مثل نينيسينا.
باعتباره إلهًا مرتبطًا بالشفاء، يمكن تسمية دامو بـ " asû " "طبيب". يمكن وصفه بأنه كان على دراية بالنباتات الطبية، كما هو موثق في نص من عهد سين-إدينام. كان يُعتقد أنه قادر على إيجاد علاجات للأمراض التي كانت تعتبر غير قابلة للعلاج بسبب هذه المعرفة. كما هو موضح في تعويذة نينيسينا، أم الأرض، كان مرتبطًا بشكل خاص بالعناية بالأوتار ( sa )، وهو مصطلح يشير ربما إلى الأوتار أو العضلات أو الأوعية الدموية، والتي تم تصورها كنظام يشبه الشبكة الواحدة. هناك أيضًا أدلة تشير إلى أنه كان يُعتبر قادرًا على علاج الصداع ( di'u ) ومرض الأشو غير المحدد. تشير إليه إحدى التعويذات باسم " بيل تاكالاتيم"، وهو ما يعني حرفيًا "سيد الأكياس"، على الرغم من أنه من المفترض أن مصطلح "تاكالتو" في هذا السياق يشير إلى عضو داخلي، وربما المعدة على وجه التحديد. كان هناك لقب آخر أطلق عليه وهو "بل بالاتي "، أي "رب الحياة"، والذي قد يشير إلى الاعتقاد بأنه كان قادرًا على إحياء الموتى.
كانت صفة دامو في دور إله الطب عبارة عن سكين كارزيلو، والتي تم التعرف عليها كمشرط من قبل باربرا بوك. يقترح سيبينج-بلانثولت مبدئيًا أن الرموز الأخرى المرتبطة به ربما كانت كلبًا ومحتالًا، كما تم تصويرهما على ختم يحمل نقشًا يذكره.
في علم الفلك في بلاد ما بين النهرين، ارتبط دامو بكوكبة الخنزير. وقد اقترح البعض أنه ربما كان يتألف من نجوم تعتبر اليوم بمثابة الرأس والملف الأول لدراكو، على الرغم من أن هذا التفسير غير مؤكد 

## الارتباطات مع الآلهة الأخرى

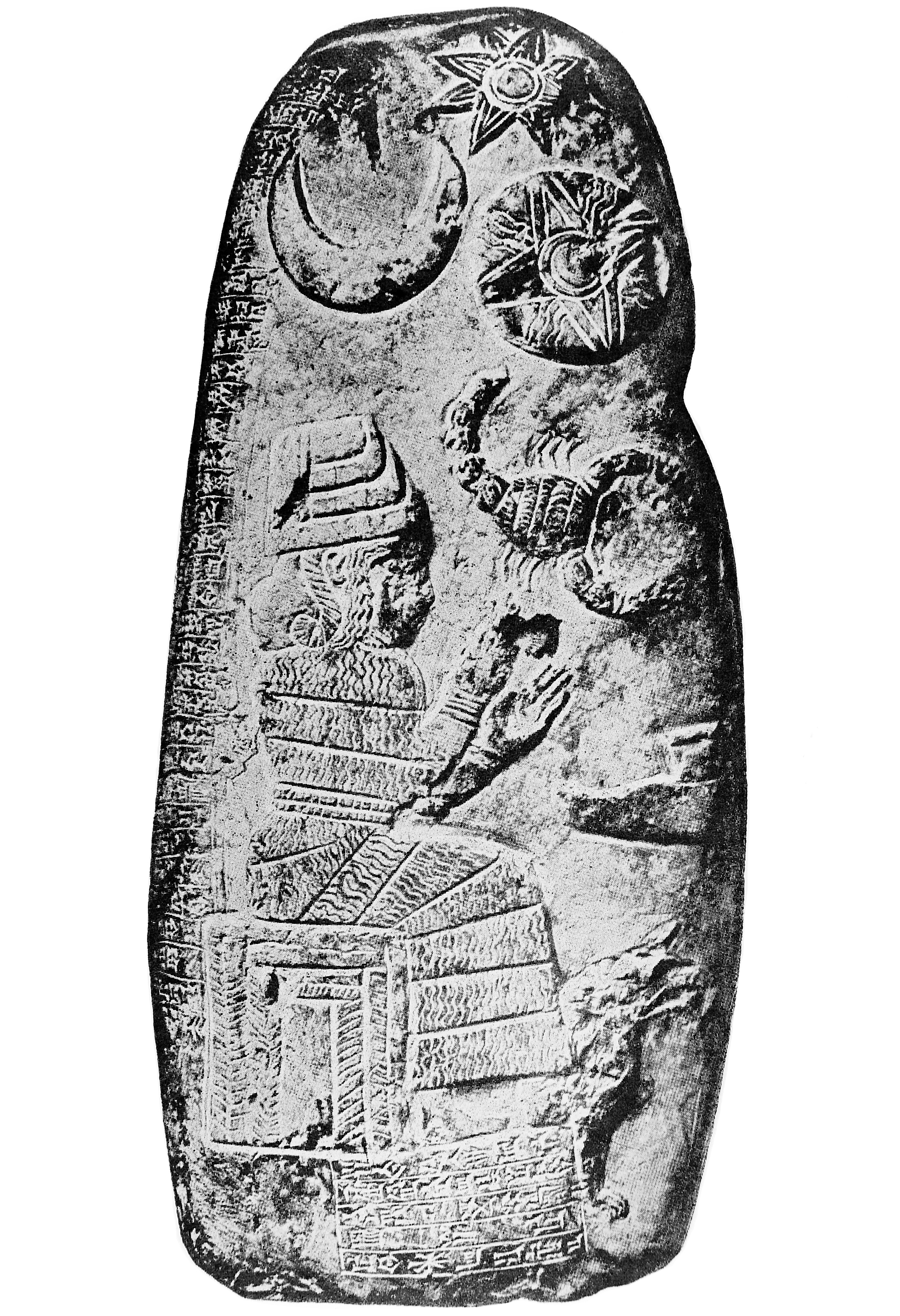
حجر الكودورو مع صورة لنينيسينا أو جولا.

ليس من الممكن تحديد الإله أو الآلهة التي ارتبط بها دامو في الأصل. في أقدم قوائم الآلهة، تم إدراجه عادةً جنبًا إلى جنب مع آلهة ولاية لاجاش، على الرغم من أنه من العصر البابلي القديم فصاعدًا بدأ وضعه في بلاط نينيسينا بدلاً من ذلك. في فترة أور الثالثة، يمكن ربطه بجولا، كما هو موثق في قوائم العروض من أور، ولكن تم الاعتراف به أيضًا كواحد من آلهة إيسن، وبهذه الصفة ارتبط بنينيسينا بدلاً من ذلك. كما تم تسليط الضوء على شخصيته كإله شفاء بشكل خاص عندما ارتبط بالأخير. تزعم إيرين سيبينج بلانثولت أن دامو وجولا كانا في البداية مقترنين فقط كآلهة كانت شخصياتهما تُرى على أنها مكملة لبعضها البعض، وكان يُنظر إلى نينيسينا فقط بالإضافة إلى ارتباط مماثل على أنها والدته. في حين أن الدور الأخير موثق لجولا أيضًا، على سبيل المثال في قائمة الآلهة An = Anum (اللوح الخامس، السطر 165)، إلا أنه لم يتطور إلا في وقت لاحق. في بعض النصوص ثنائية اللغة، يتم استخدام جولا ودامو بدلاً من ذلك كآلهة متطابقة في النسختين. ومن المعروف أيضًا أن هناك صلة بينه وبين نينكاراك، والتي تستند أيضًا إلى شخصية مماثلة وأدوار تكميلية في الشفاء. ومع ذلك، فإن الإشارات إلى أن نينكاراك هي والدته، على الرغم من كونها معروفة، نادرة. كان مرتبطًا أيضًا بنينتينوجا حصريًا في نيبور، كما هو موثق في المصادر من فترة أور الثالثة. وتشير دينا كاتز أيضًا إلى أن إحدى المراثي تطلق على والدة دامو اسم غشتينلوبا، وهو النسخة الإيميسالية من اسم الإلهة المذكورة.
على الرغم من مكانة بابيلساج كزوج لنينيسينا، لا توجد مصادر تحدده صراحةً باعتباره والد دامو. ومع ذلك، تم التعرف عليه باعتباره والده من قبل المؤلفين المعاصرين. كانت أخته غونورا، ووفقًا لكاتز، ربما كان يُنظر إليهما على أنهما شقيقان حتى قبل تطور التقليد الذي يعتبرهما أبناء نينيسينا. كان هناك إله ثالث يعتبر ابنًا لنينيسينا وبالتالي شقيق دامو وهو شوماخ.
تشير إيرين سيبينج بلانثولت إلى أنه في بعض الحالات، عندما يُنظر إليه على أنه ابن نينيسينا، يمكن ربط دامو أيضًا بإنليل، على سبيل المثال الشفاء نيابة عن والدته باعتباره " آزو جال إنليل" في النصوص من عهد سين-إدينام، وتشير إلى أنه ربما كان يُنظر إليه أحيانًا على أنه جانب الشفاء لهذا الإله.  في رثاء نيبور، تمت مخاطبته أيضًا باسم kindagal هذا الإله، حرفيًا "الحلاق" أو "مصفف الشعر"، على الرغم من أنه قد لوحظ أن هذا المصطلح ربما يشير إلى نوع من المعالجين أيضًا. ومع ذلك، فمن المعروف بشكل رئيسي من القوائم المعجمية والتراكيب الأدبية، ومن الممكن أيضًا أن يكون قد مثل لقبًا وليس اسم مهنة. من المحتمل أن تطوير العلاقة بين إنليل ودامو كان يهدف إلى تعزيز العلاقات السياسية بين نيبور وإيسين.
كان دامو مرتبطًا أيضًا بدوموزي. وقد لوحظ أن النصوص التي تركز على دامو تظهر تشابهًا مع النصوص المتعلقة بدوموزي وغيره من الآلهة المماثلة التي ماتت قبل الأوان. ومع ذلك، وعلى الرغم من شخصيتهما المشتركة كآلهة الموت، لم يتم وصف دامو بأنه راعي وكان مرتبطًا برعي الحيوانات. ومن المعروف أيضًا وجود رثاء يذكر دامو وإلهًا آخر ذا شخصية مماثلة، نينجيشزيدا. وقد تم تحديد الحالات التي تم التعرف عليهم فيها مع بعضهم البعض أيضًا.
وقد لوحظ أيضًا وجود ارتباط بين دامو والإلهة كورونيتو التي لا يوجد دليل واضح عليها. يظهران كزوج في نقش الكودورو، بالتوازي مع باو وزابابا ونينكاراك ونينورتا.

## يعبد
لا يزال مركز عبادة دامو الأصلي غير معروف.  ويعتبر جيرسو أو إيسين الخيارين الأكثر ترجيحا.  اقترح ثوركيلد جاكوبسن أن جيرسو المرتبطة بدامو لم تكن هي نفس المدينة الواقعة بالقرب من لجش، بل مستوطنة مختلفة ربما تقع على ضفة نهر الفرات، لكن حجته تعتمد بالكامل على اشتقاقه التخميني لهذا الاسم الجغرافي، "معسكر الأسرى"، والذي يشير وفقًا له إلى أنه ربما كانت هناك أماكن متعددة تحمل اسم جيرسو، والتي لم يتم تحديد أي دليل عليها في أي مصادر نصية.  لا يعود ارتباط دامو بإيسن إلا إلى فترة أور الثالثة في السجل النصي، والذي يُعتبر أحيانًا حجة ضد النظر إليه باعتباره إلهًا نشأ في هذه المدينة. وهناك اقتراح آخر مفاده أنه نشأ في نيبور.
كان يوجد معبد دامو في إيسين وفقًا للمصادر البابلية القديمة، لكن اسمه الاحتفالي غير معروف. إيدين داجان، أحد ملوك هذه المدينة، استدعى في صيغة لعنة دامو ونينيسينا، مشيرًا إليهما باعتبارهما سيده وسيدته على التوالي. تم ذكر دامو في نص طقسي يصف موكب نينيسينا وبلاطها، حيث كان من المفترض أن يتم وضع دامو وجونورا خلف والدتهما مباشرة. في نيبور، كان دامو يعبد في معبد غولا جنبًا إلى جنب مع آلهة مثل كورنام، وكوسو، وأورماك، ونوسكا، ونينما، وشوزيانا، وبيليت سيري، والسبيتي، وبلعالية ("عمدة إلهي مجهول")، وسيراش، ونينجيرزيدا. كما تلقى عروضًا في إيشوميسا في العصر البابلي القديم إلى جانب العديد من الآلهة الأخرى، على سبيل المثال باو، ونينيسينا، ونينتينوجا، وبابلساج. كما تم إثبات وجود دامو في نصوص من لارسا وأور. وفي فترة أور الثالثة، كان يتلقى القرابين في المعبد المحلي في جولا في المدينة الأخيرة. يقترح أندرو ر. جورج أن معبدًا أو معابد دامو ربما تم إدراجها في فجوة تفصل الأقسام المحفوظة التي تركز على جولا ونينازو في قائمة المعابد الكنسية، والتي يرجع تاريخها إلى الفترة الكاشية. يذكر نص قصير من نينوى يسرد الآلهة التي كانت تُعبد في إيرابيري، ومن المفترض في هذا السياق أن الاسم الاحتفالي لمعبد ماندانو في بابل، أن مقعدًا مخصصًا لدامو، إي-أدجيجي، "بيت المستشار"، كان موجودًا فيه. وقد لوحظ أنه تم ذكره في هذا السياق إلى جانب أشياء مماثلة مخصصة لجولا وأعضاء آخرين من حاشيتها، وهم بابلساج وجونورا وأورماسوم.
تنتهي العديد من الصيغ الطبية باستدعاء إلهة الطب (إما جولا أو نينيسينا)، ودامو، والآلهة المرتبطة بالتعويذات: إيا، وابنه أصلوهي، والإلهة نينجيريما:
It is the incantation of Damu and Gula,
It is the incantation of Ningirim, lady of incantation.
ويربطه مثال من أوغاريت بإلهة الطب الأخرى، نينكاراك. ومن المعروف أيضًا أن هناك تعويذات أخرى تربط بينهما:
وقد لوحظ أيضًا أن عددًا من الآسو التاريخيين كانوا متورطين على ما يبدو في عبادة دامو وغيره من الآلهة المرتبطة بالطب، على الرغم من عدم وجود دليل على أنهم عملوا كرجال دين له أو أنهم قاموا بأنشطتهم المهنية في المعابد.

## الأساطير
تتناول الأساطير المتعلقة بدامو وفاته، وقد تمت مقارنتها بمؤلفات مثل نينجيشيدا ونينازيموا، ودوموزي وأخواته، ودوموزي وجيشتينانا، وحلم دوموزي ونزول إنانا. تحتوي العديد منها على أوصاف تفصيلية للحزن الناجم عن اختفائه، والتي وصفها الباحثون بأنها "حشوية". عادةً ما تصف المراثي التي تصف وفاته وانفصاله عن عائلته موقع العالم السفلي بعبارات غامضة. ومن الأمثلة على ذلك قصيدة له في الأرض البعيدة. تم ذكر دامو في نص يسرد العديد من الآلهة المحتضرة وأماكن وفاتهم، لكن الموقع لم يتم الحفاظ عليه في حالته. في حين يمكن تحديد شياطين الجالا على أنهم المسؤولون عن وفاته، إلا أنه لم يكن من الشائع ربطهم بوفاة دوموزي.
في إحدى المراثي، عرضت والدة دامو أن تمشي معه على الطريق إلى العالم السفلي. تحتوي نسخة آشورية جديدة من هذا النص على أسماء تسعة آلهة وليس دامو فقط، على الرغم من أن التكوين الأصلي يتحدث عنه فقط. الآلهة الثمانية الأخرى المدرجة هي نينازو، نينجيشزيدا، آلا، أومونشودي، عشتاران، مولوسيرانا، أماوشومجالانا و"أخ جيستينانا". تم وضع دامو نفسه بين نينازو ونينجيشزيدا في هذا الإصدار. هناك فرق آخر وهو تحديد الإله المحتضر نفسه باعتباره الراوي.
يمكن أيضًا ذكر وفاة دامو في المراثي المتعلقة بعبادة نينيسينا أو جولا، إلى جانب تدمير مدينة إيسين والمعابد الموجودة فيها. بجانب مراثي إنانا المتعلقة بوفاة دوموزي، تعد مراثي نينيسينا الأكثر شيوعًا بين النصوص الأدبية المعروفة من هذا النوع. في أحد هذه النصوص، توجه الإلهة رثائها لموت ابنها إلى معبد إينا.
تتناول إحدى المقالات التي تركز على نينيسينا والتي يشار إليها في الأدب الحديث باسم نينيسينا أ الإلهة التي تحمل نفس الاسم والتي تعلم دامو الفنون الطبية. وتحكي كيف علمته كيفية استخدام الأدوات الطبية وتشخيص الأمراض:
"My son, pay attention to everything medical! Damu, pay attention to everything medical!" He takes the bandages and wipes them; he treats the bandages with embrocation, and softens the plaster that had been put on them. He mops up the blood and suppuration, and places a warm hand on the horrid wound. My lady, the midwife of the mothers of the Land, is the chief doctor of the black-headed; Nininsina, the daughter of An, hands this all over to her son, the king of Girsu, the kindly Damu:

## دامو ايبلايت
من غير المرجح أن تكون الإشارات إلى دامو من إيبلا وإيمار بمثابة شهادات لنفس الإله دامو في بلاد ما بين النهرين. يظهر العنصر الإلهي دامو بشكل متكرر في الأسماء الشخصية من أولى هذه المدن. في حين أنه من المرجح أن يكون له أصل في الدين الشعبي، فهو شائع بشكل خاص بين أفراد العائلة المالكة، حيث أن أربعة وعشرين من أصل واحد وخمسين ابنًا وتسعة من أصل واحد وثلاثين ابنة لملوك إيبلا يحملون أسماء دامو. ومن الأمثلة على ذلك إركاب دامو وإيسار دامو. وفي الوقت نفسه، من بين النساء اللاتي تزوجن من أفراد العائلة المالكة، والذين لم يكونوا على صلة بها بأي شكل آخر، حملت ثلاث نساء فقط أسماء دامو، كما أنها نادرة نسبيًا بين أفراد عائلة الوزراء إبريم وإبي زيكير. في إيمار، يظهر عنصر دامو في أسماء أربعة ملوك كانوا معاصرين للحكام المعروفين من أرشيفات إيبلا.
وفقًا لألفونسو آرشي، في السياق الإيبلائي، يجب ترجمة دامو على أنها "دم"، وتشير إلى مفهوم مجموعة القرابة المؤلهة.  يلاحظ أن دامو لا يظهر في الطقوس المتعلقة بالعائلة المالكة، والتي تستحضر آلهة مجسدة مختلفة، مثل إله المدينة كورا وزوجته باراما وإيشكارا. لا يوجد مثل هذا الإله في أي قوائم قرابين من إيبلا أيضًا.

### فهرس
- Archi، Alfonso (2015). Ebla and Its Archives. De Gruyter. DOI:10.1515/9781614517887. ISBN:978-1-61451-716-0.
- Archi، Alfonso (2015a). "A Royal Seal from Ebla (17th cent. B.C.) with Hittite Hieroglyphic Symbols". Orientalia. GBPress- Gregorian Biblical Press. ج. 84 ع. 1: 18–28. ISSN:0030-5367. JSTOR:26153279. مؤرشف من الأصل في 2022-11-29. اطلع عليه بتاريخ 2022-04-03.
- Asher-Greve، Julia M.؛ Westenholz، Joan G. (2013). Goddesses in Context: On Divine Powers, Roles, Relationships and Gender in Mesopotamian Textual and Visual Sources (PDF). ISBN:978-3-7278-1738-0. مؤرشف من الأصل (PDF) في 2024-12-18.
- Beaulieu، Paul-Alain (1995). "The Brewers of Nippur". Journal of Cuneiform Studies. American Schools of Oriental Research. ج. 47: 85–96. ISSN:0022-0256. JSTOR:1359817. مؤرشف من الأصل في 2023-10-17. اطلع عليه بتاريخ 2022-04-03.
- Black، Jeremy (2004). "Ning̃išzida and Ninazimua". Orientalia. GBPress - Gregorian Biblical Press. ج. 73 ع. 2: 215–227. ISSN:0030-5367. JSTOR:43076898. مؤرشف من الأصل في 2023-07-24. اطلع عليه بتاريخ 2022-04-03.
- Black، Jeremy؛ Green، Anthony (1992)، Gods, Demons and Symbols of Ancient Mesopotamia: An Illustrated Dictionary، The British Museum Press، ISBN:978-0-7141-1705-8
- Böck، Barbara (2014). The healing goddess Gula: towards an understanding of ancient babylonian medicine. Leiden, Netherlands: Brill. ISBN:978-90-04-26146-4. OCLC:868971232.
- del Olmo Lete، Gregorio (2014). Incantations and Anti-Witchcraft Texts from Ugarit. Boston: De Gruyter. ISBN:1-61451-627-8. OCLC:948655744.
- Delnero، Paul (2020). How To Do Things With Tears. De Gruyter. DOI:10.1515/9781501512650. ISBN:978-1-5015-1265-0.
- George، Andrew R. (1992). Babylonian Topographical Texts. Orientalia Lovaniensia analecta. Departement Oriëntalistiek. ISBN:978-90-6831-410-6. مؤرشف من الأصل في 2024-12-04. اطلع عليه بتاريخ 2023-07-19.
- George، Andrew R. (1993). House most high: the temples of ancient Mesopotamia. Winona Lake: Eisenbrauns. ISBN:0-931464-80-3. OCLC:27813103.
- Hunger، Hermann؛ Pingree، David (1999). Astral sciences in Mesopotamia. Leiden: Brill. ISBN:978-90-04-29413-4. OCLC:944920350.
- Katz، Dina (2003). The Image of the Netherworld in the Sumerian Sources. Bethesda, MD: CDL Press. ISBN:1-883053-77-3. OCLC:51770219.
- Krecher، Joachim؛ Jagersma، Bram (2000). "A shir-gida to Nininsina (Nininsina A)". Ancient Mesopotamian Gods and Goddesses. Electronic Text Corpus of Sumerian Literature. مؤرشف من الأصل في 2023-07-24.
- Sibbing-Plantholt، Irene (2022). The Image of Mesopotamian Divine Healers. Healing Goddesses and the Legitimization of Professional Asûs in the Mesopotamian Medical Marketplace. Boston: Brill. ISBN:978-90-04-51241-2. OCLC:1312171937.
- Wagensonner، Klaus (2008). "Nin-Isina(k)s Journey to Nippur. A bilingual divine journey revisited". Wiener Zeitschrift für die Kunde des Morgenlandes. Department of Oriental Studies, University of Vienna. ج. 98: 277–294. ISSN:0084-0076. JSTOR:23861637. مؤرشف من الأصل في 2024-10-07. اطلع عليه بتاريخ 2022-04-03.
- Westenholz، Joan G. (2010). "Ninkarrak – an Akkadian goddess in Sumerian guise". Von Göttern und Menschen. BRILL. DOI:10.1163/9789004187474_020.